# Trioza analis
Trioza analis är en insektsart som beskrevs av Crawford 1912. Trioza analis ingår i släktet Trioza och familjen spetsbladloppor. Inga underarter finns listade i Catalogue of Life.